# 木村文洋
木村 文洋（きむら ぶんよう、1979年12月28日 - ）は、日本の映画監督。
なお、映像美術の木村文洋は別人である。

## 来歴
青森県弘前市出身。1998年、京都大学法学部在学中より自主映画制作を開始。2000年度より、京都国際学生映画祭の創成期のメンバーの一人として運営に参加する。2003年に運営委員長となる。大学卒業後、同世代の自主映画作家の現場に参加し、映画監督の佐藤訪米、井土紀州に師事。2008年、スピリチュアル・ムービーズの桑原広考、高橋和博らと、青森県を舞台に六ヶ所村核燃料再処理工場に言及した『へばの』（西山真来・吉岡睦雄主演）を自主制作で初長編監督。第32回カイロ国際映画祭デジタルコンペ部門でシルバー・アワードを受賞、第38回ロッテルダム国際映画祭  bright future部門出品。第2作『愛のゆくえ（仮）』（主演　前川麻子<共同脚本>、寺十吾）は第25回東京国際映画祭「ある視点」部門上映、ポレポレ東中野で2012年12月公開された。長編監督第3作『息衝く』は2012年よりサポーター募集により製作開始され、2017年に完成し、2018年2月にポレポレ東中野で公開された。

## 主な作品

### 映画監督作品
- へばの（2008年）
- 愛のゆくえ（仮）[2]（2012年）
- 息衝く（2017年）

### PV
- 気配　Vol.0  -北村早樹子（2011年／加瀬修一 contrail企画 ）

### 短篇映画
- 雄悟（8mm／2000年）
- なしくずしの志（2004年）
- 小谷可南子の手馴れた砂（2007年）

### その他
- ラザロ -LAZARUS-（井土紀州監督、2007年）- プロデューサー
- ひかりのおと（山崎樹一郎監督、2011年）- 監督補
- 夢の女 ユメノヒト（2015年、坂本礼監督）- 出演
- 秋の理由（2016年、福間健二監督）- 出演
- パラダイス・ロスト(2020年3月20日公開）-出演